# Baie de Douarnenez
La baie de Douarnenez est une baie de l’ouest de la France, à l'est de la mer d'Iroise, dans le département du Finistère. La baie est incluse dans le Parc naturel marin d'Iroise.

## Géographie

### Situation

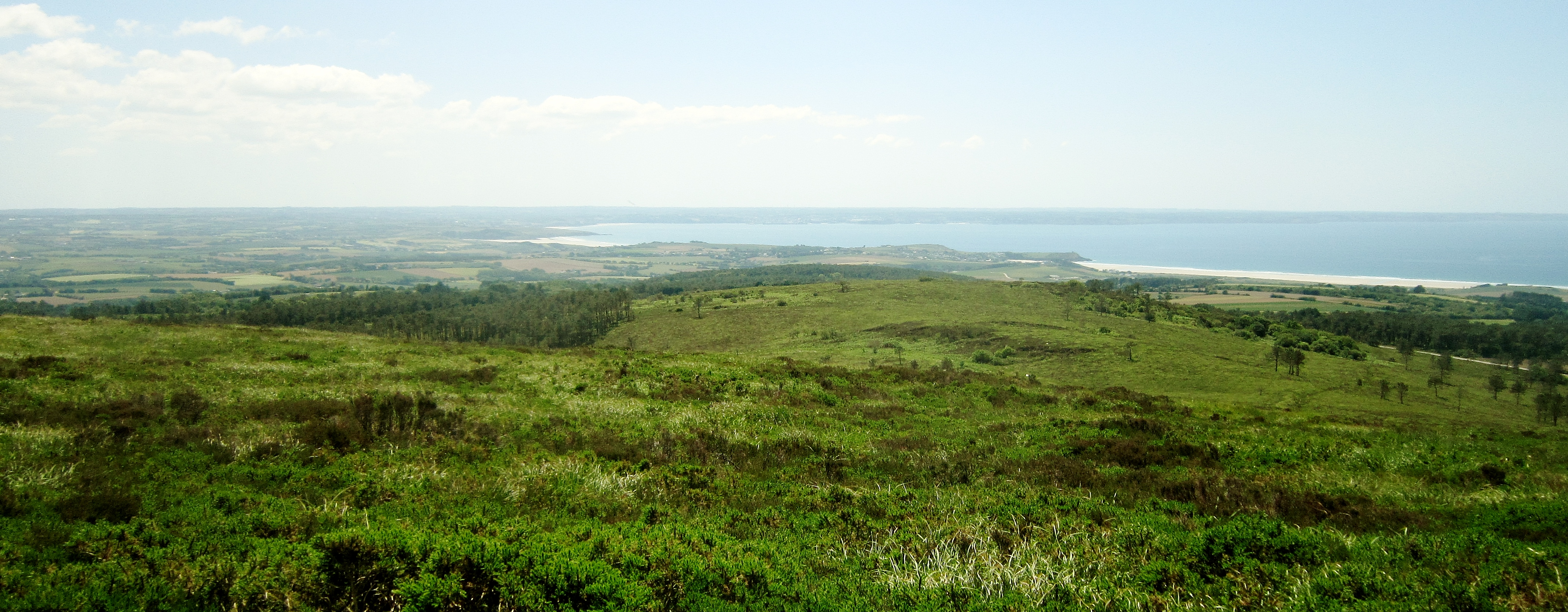
La Baie de Douarnenez vue du sommet du Petit Ménez-Hom ("Hielc'h") : à droite la plage de Pentrez-Lestrevet et à gauche celle de Sainte-Anne-la-Palud ; à l'arrière-plan la presqu'île du Cap Sizun.

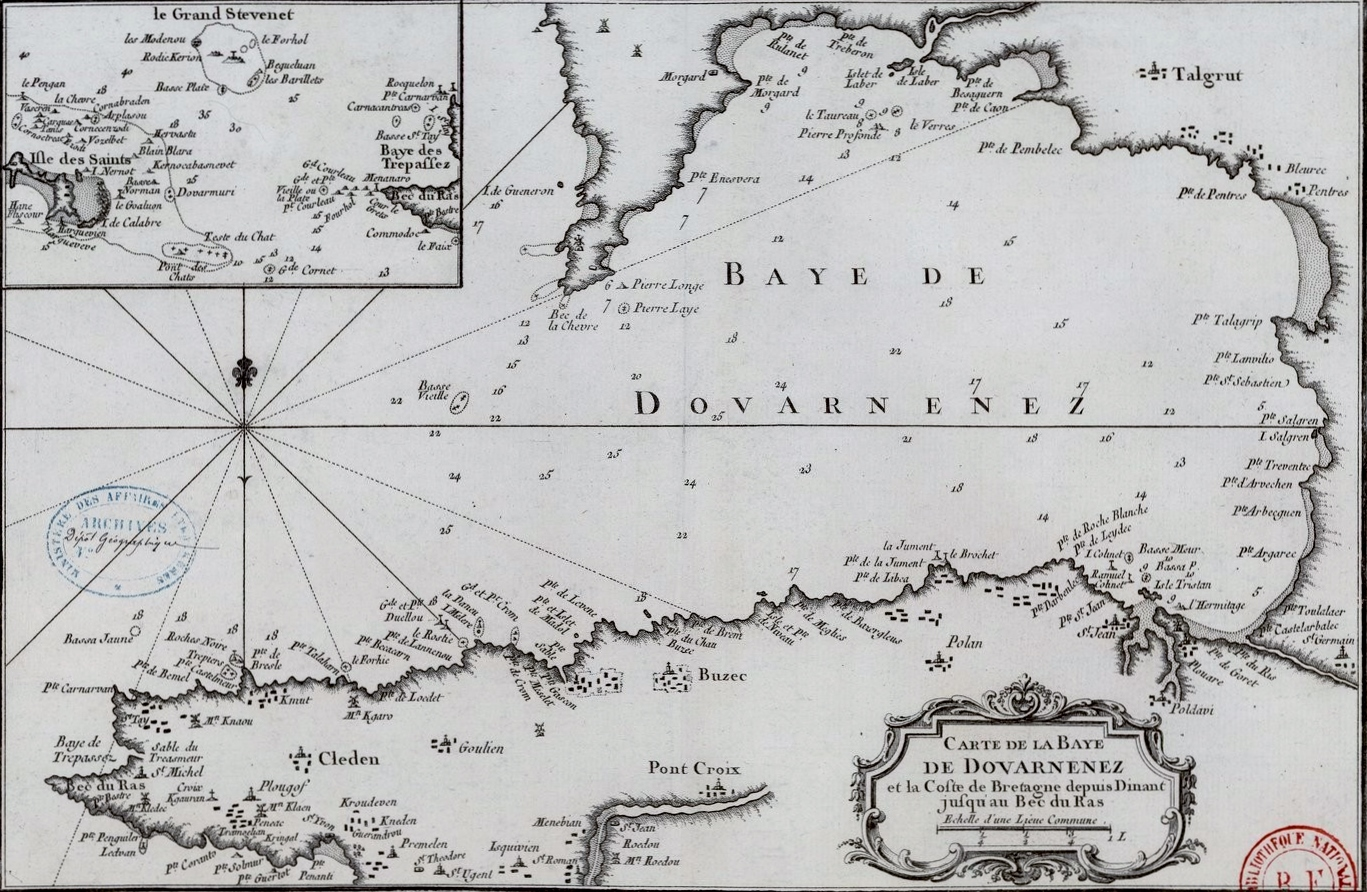
Carte de la baie de Douarnenez (par Jacques-Nicolas Bellin, 1764).

Cette baie, située entre la presqu'île de Crozon au nord et le cap Sizun au sud, dessine un immense bassin demi-circulaire de plus de 16 kilomètres de large sur 20 kilomètres de profondeur.

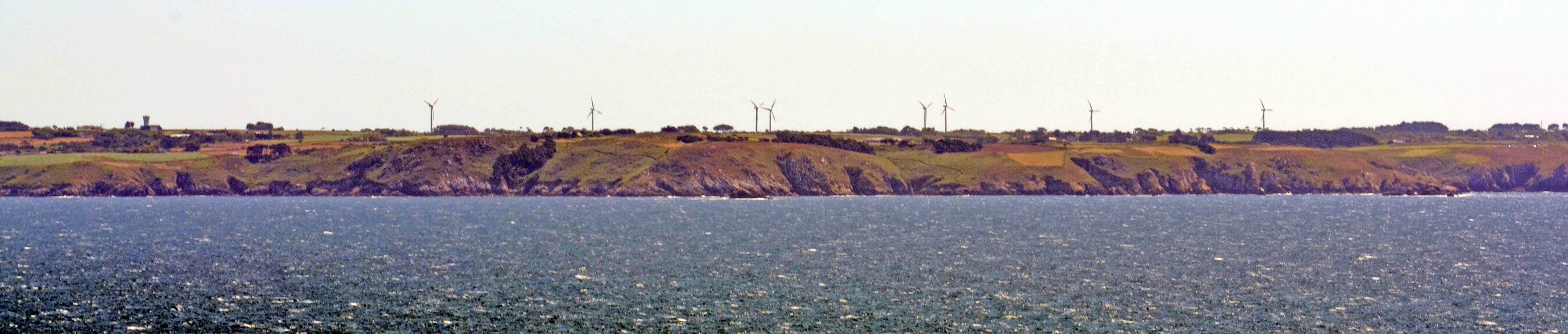
La bonne exposition aux vents de la baie et de ses abords a justifié la construction de quelques éoliennes.

### Le relief de son littoral
Bien qu’à demi fermée à l’ouest par le cap de la Chèvre, elle s’ouvre encore de ce côté de la mer d'Iroise sur une largeur de 9 kilomètres. Ce trait de côte est en recul rapide sous l'action de l'érosion marine, surtout lors des fortes tempêtes coïncidant avec de grandes marées, car elle prend les vents d'ouest de plein fouet. Cette côte n'offre aucun abri naturel susceptible de servir de port entre Morgat et Douarnenez.
Des plages (Le "Caon" en Telgruc-sur-Mer, la "Lieue de Grève" [plages de Pentrez et Lestrevet] à cheval sur les communes de Saint-Nic et Plomodiern, "Kervijen" en Plomodiern, Sainte-Anne-la-Palud, "Kervel" en Plonévez-Porzay, "Trezmalaouen" en Kerlaz, le "Ris" en Douarnenez) en bordure de petits plateaux de schistes briovériens qui constituent l'essentiel de la plaine du Porzay constituent le fond de la baie, l'arc de cercle dessiné par le littoral étant toutefois entrecoupé de quelques promontoires modestes formés de falaises de 20 à 40 mètres de haut. Ces plages prennent appui pour partie sur un cordon littoral, constitué par endroits de petites dunes, qui ont régularisé le trait de côte, mais gênent l'écoulement des modestes cours d'eau, d'où la formation de "palues" ou "palud", c'est-à-dire de marais maritimes dont le toponyme Sainte-Anne-la-Palud est une illustration.
Au sud-est, se trouve le port sardinier de Douarnenez qui lui a donné son nom, seule agglomération d'importance située sur ses rivages. La station balnéaire de Morgat se situe, elle, au nord, sur la presqu'île de Crozon.

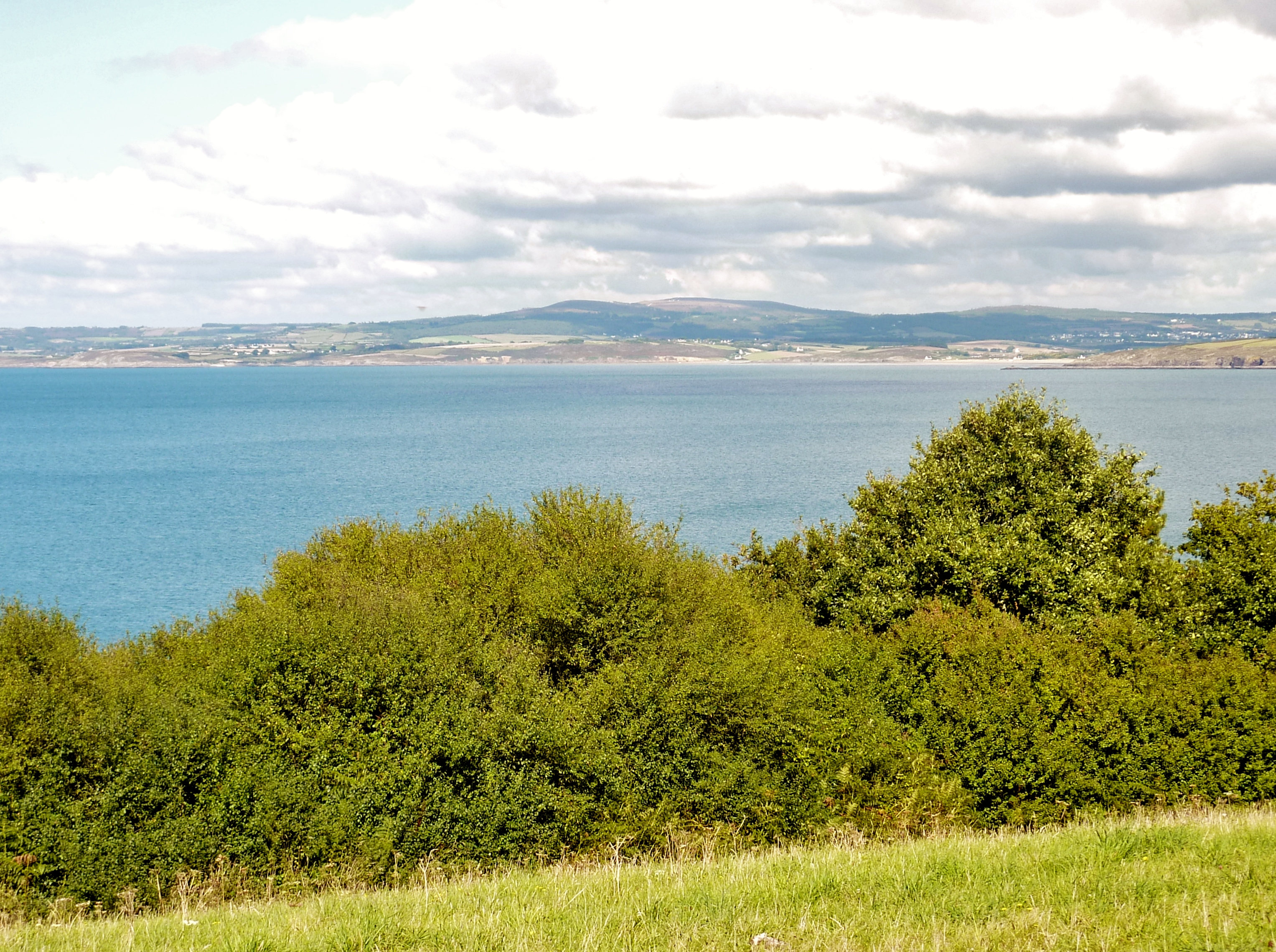
La baie de Douarnenez vue des Plomarc'h en Douarnenez. À l'arrière-plan, le Menez-Hom.
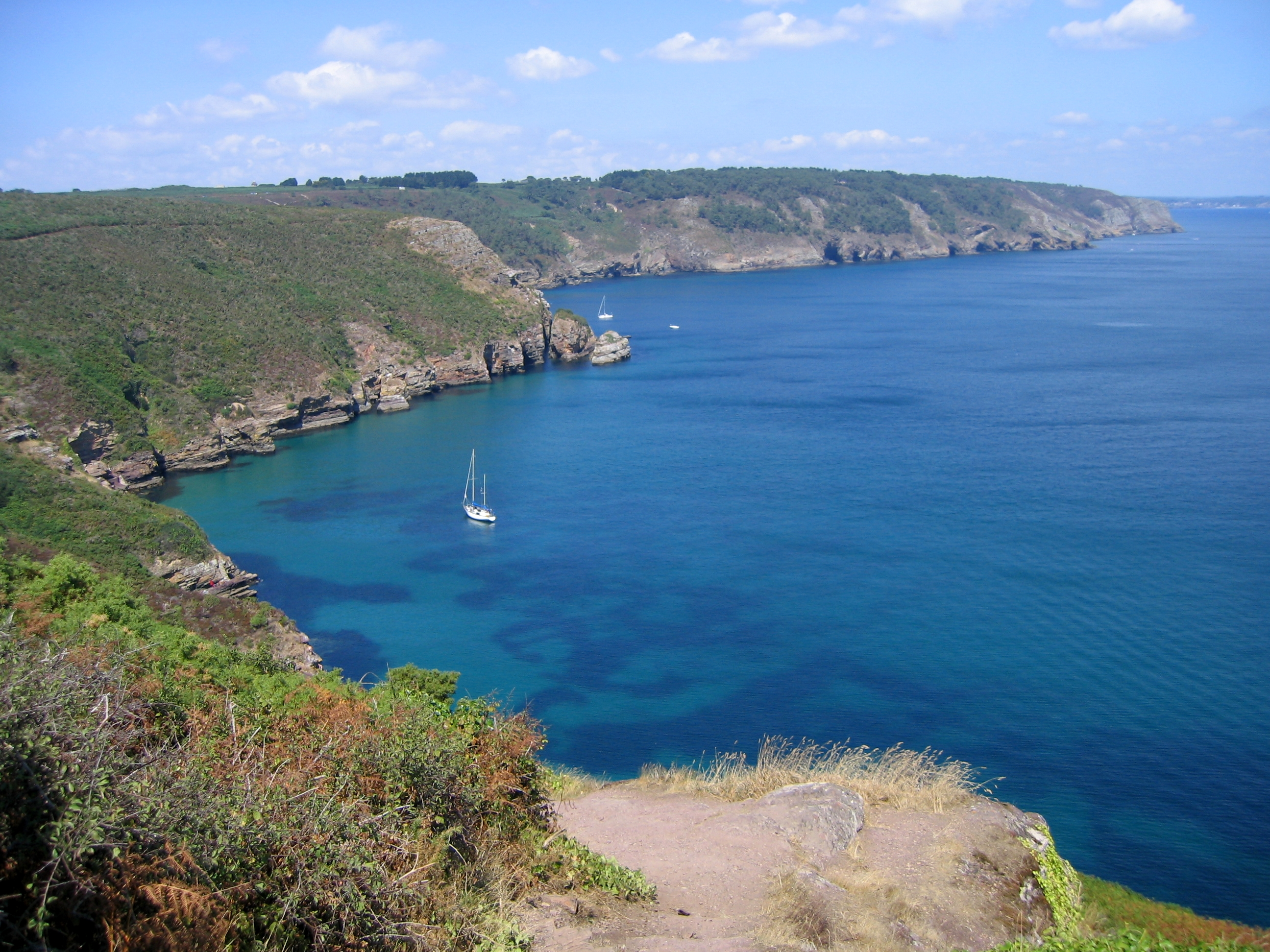
La baie vue du cap de la chèvre ; à gauche : la presqu'île de Crozon.
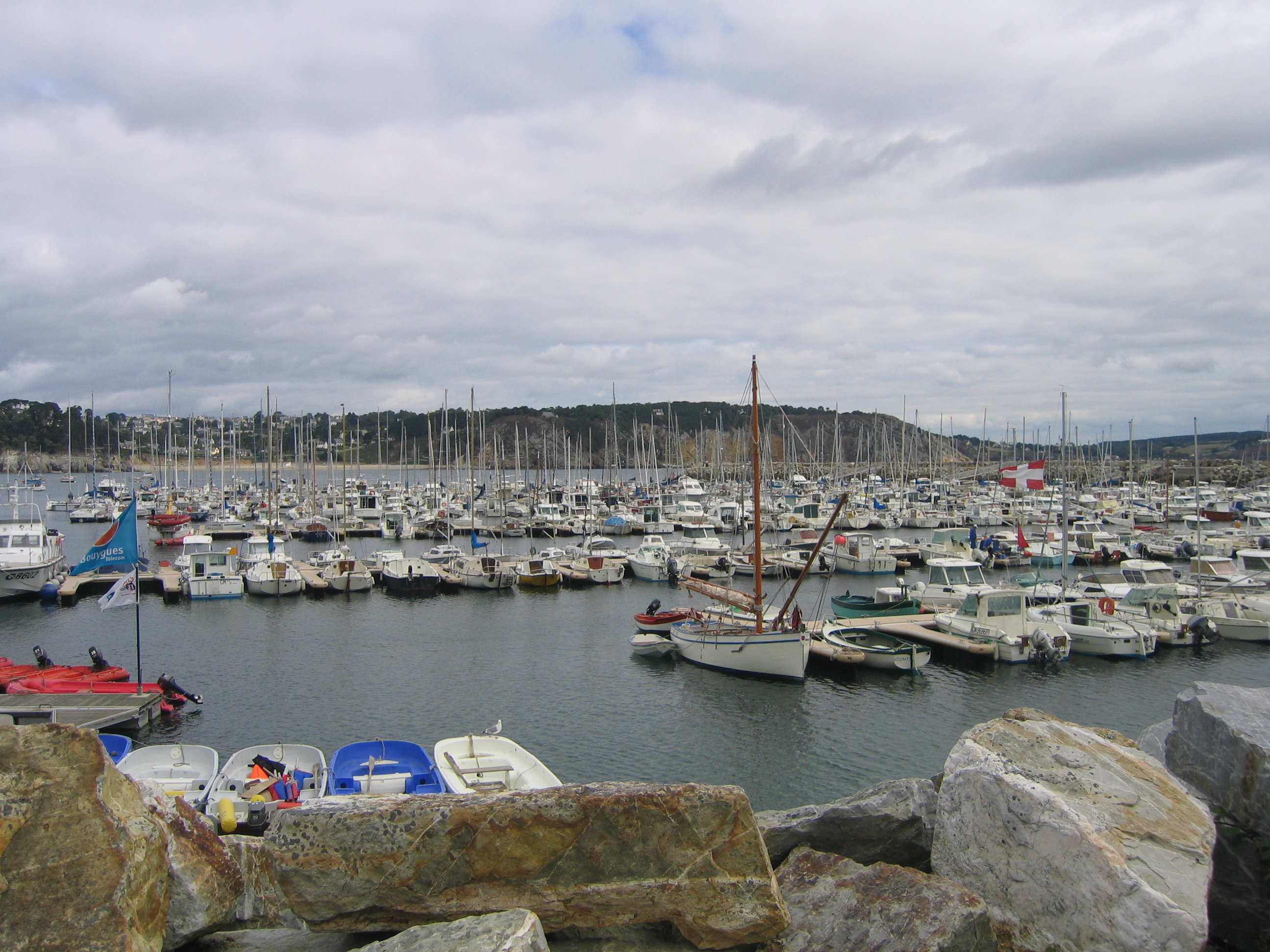
Port de plaisance de Morgat, dans l'anse de Morgat, au fond de la baie de Douarnenez.
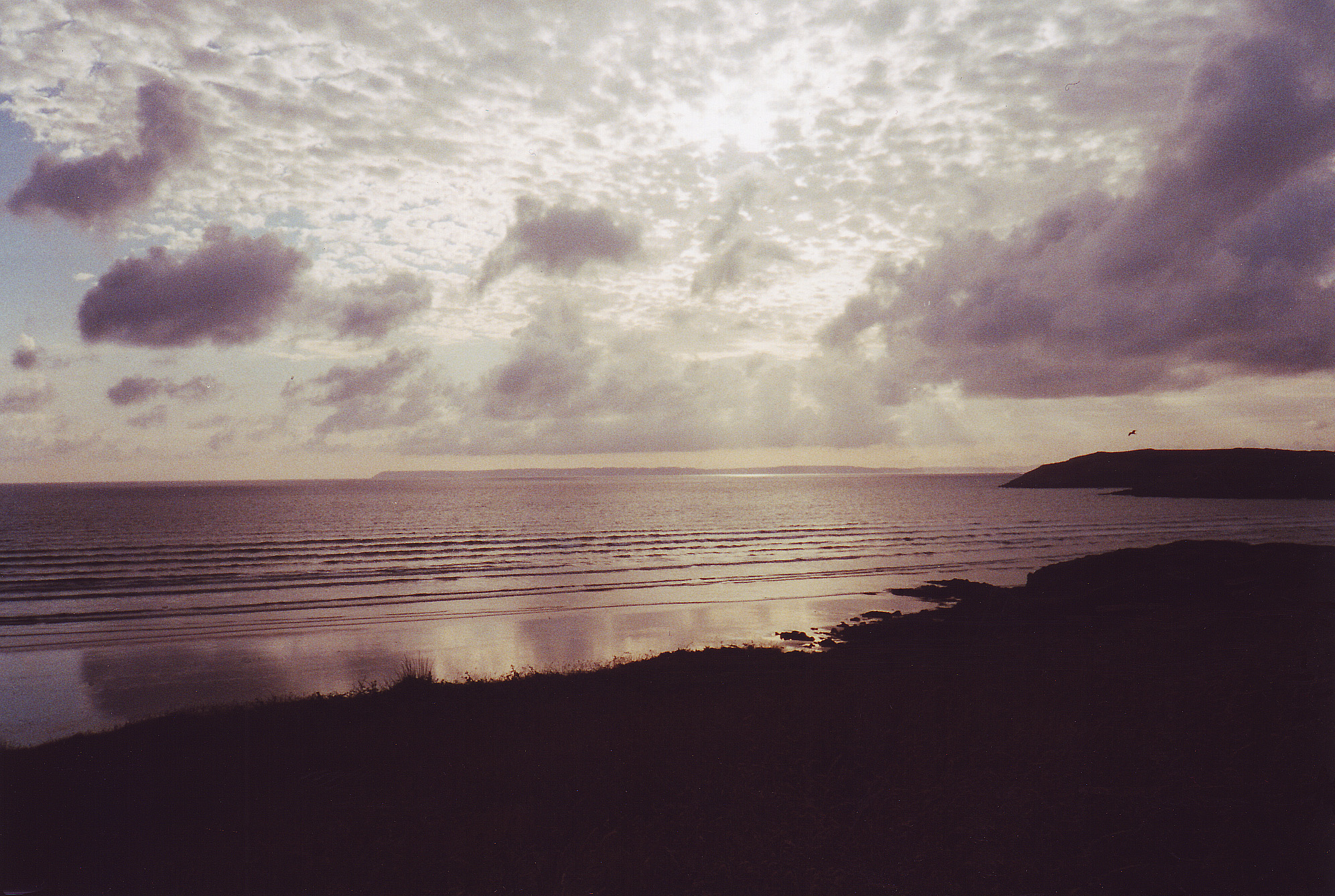
Vue sur le cap de la Chèvre.

Le littoral sud, entre Douarnenez et la pointe du Van (celui du cap Sizun), marqué par l'omniprésence du granite, est très inhospitalière en raison d'une suite quasi ininterrompue de hautes falaises, avec de rares criques d'accès difficile et donc presque sans vie maritime en dépit de la présence de tout petits ports et de grèves à éboulis, mais presque sans plages ; le tronçon du GR 34 qui le parcourt est "sportif", mais superbe.

### Géologie

Cadre géologique de la baie de Douarnenez.

Cette avancée rocheuse élevée se situe dans la presqu'île de Crozon qui correspond au prolongement occidental du synclinorium médio-armoricain. La région est constituée d'un socle de schistes briovériens (-550 Ma) sur lequel reposent des séries paléozoïques du début de l'ordovicien (-480 Ma) à la fin du dévonien (-360 Ma), avec notamment les grès armoricains (cette formation peut atteindre 1 000 m dans le Sud de la presqu'île qui a été marquée par une forte subsidence). De grands plis hercyniens affectent toute la région formant des anticlinaux et des synclinaux. Le trait dominant de la géomorphologie de cette région est l'inversion de relief résultat de l'érosion différentielle.

## Histoire

### Les cuves de salaison
Des cuves de salaison jalonnent la baie de Douarnenez (17 sites identifiés dont l'Aber en Crozon, Le Caon à Telgruc-sur-Mer, Porz-ar-Vag en Plomodiern, Tréfeuntec en Plonévez-Porzay, Plomarc'h-Pella en Douarnenez, Kerandraon en Poullan-sur-Mer...) ainsi que les estuaires de petits fleuves côtiers proches (Odet, Goyen, Blavet). Ce sont de petits appareils de pierre enduits de mortier rouge, de telles structures plus nombreuses et plus vastes jalonnent en grand nombre le pourtour de la Méditerranée.
Ces « cuves de salaison », généralement construites vers la fin du Ier siècle, fabriquaient différents produits à base de poisson : salaisons ; garum ou allec…
Des restes de structures liées à ces cuves de salaison ont été trouvés à proximité : restes d'habitat précaire ou saisonnier, hypocaustes, villa romaine et thermes près de la plage du Ris.

### Pêche à la sardine
La baie de Douarnenez a été et reste un haut lieu de la pêche à la sardine.
L’Atlas Maior de Blaue de 1665 portait la mention « pêche de sardines » sur la baie de Douarnenez faisant ressortir l’importance de cette activité au XVIIe siècle.
À la fin du XIXe siècle, des centaines de chaloupes sardinières ont traqué le poisson dans la baie, alimentant les 32 conserveries de Douarnenez.
Les difficultés des pêcheurs de Douarnenez étaient accrues par les dégâts provoqués par les marsouins, alors nombreux en Baie de Douarnenez : Jacques Gloaguen, président du syndicat des marins-pêcheurs de Douarnenez, expose en 1901 que « les marsouins et autres gros poissons pullulent dans la baie ; que ces poissons voraces consomment des quantités considérables de sardines, détruisent les filets des pêcheurs et les mettent souvent dans l'impossibilité de continuer leur pêche ; qu'il est urgent d'aviser aux moyens d'arriver à la destruction de ces poissons ». La Marine nationale participa entre 1910 et 1930 à des campagnes d'extermination des bélugas, marsouins et autres gros poissons, y compris des dauphins, en envoyant des navires garde-pêche et même des torpilleurs les tuer à coups de mitrailleuses et de canons ; les pêcheurs menèrent eux-mêmes des campagnes d'extermination jusqu'aux Îles Scilly.

### La chapelle deSainte-Anne-la-Palud
La légende prétend que la première chapelle remonterait au temps de saint Guénolé. La chapelle actuelle date de 1864 et est un lieu célèbre de pèlerinage : chaque année, le petit Pardon a lieu fin juillet et surtout le  grand Pardon le dernier week-end du mois d'août.

### Épaves et séquelles de guerre
Le littoral abrite d'anciens forts, dont celui de Morgat.
En raison de sa configuration et de la proximité du port de Brest, la baie a souvent servi de lieu d'exercices militaires et elle abrite selon l'OSPAR un dépôt immergé de munitions .
La baie abrite aussi plusieurs épaves, dont un navire de guerre, coulé lors d'un exercice et un avion.
Le chalutier semi-industriel et à pêche arrière Castel-Meur, construit en 1975 à Courseulles-sur-Mer, en chantier pour carénage à Douarnenez, bascule lors de sa remise à l'eau le 18 juin 1976 ; il fallut faire venir une grue spécialisée d'Allemagne pour le remettre d'aplomb, mais les dégâts étant considérables, le bateau fut abandonné dans le port, devenant une épave encombrante. Il fut finalement remorqué et coulé au milieu de la Baie de Douarnenez le 17 mai 1984 pour servir de site d'abri pour les poissons.
Le 24 mars 1985 le chalutier en fer à pêche arrière La Perle, utilisé par l'état comme navire-école pour la formation des futurs lieutenants de pêche, parti de Concarneau, heurte la "Basse Jaune", une roche située entre la Pointe du Van et le Cap de la Chèvre. Le navire, qui prend l'eau, est remorqué par le Ville de Paris, canot de sauvetage de l'Île-de-Sein, mais coule à l'entrée du port de Douarnenez. L'épave fut peu après déplacée et coulée en Baie de Douarnenez.

### Légendaire
C'est également dans la baie que la ville d'Ys aurait été engloutie selon la célèbre légende.

## Sécurité maritime
Morgat et Douarnenez (selon la direction des vents) sont aussi des ports-refuges pour des navires en difficulté ou souhaitant s'abriter du mauvais temps.
Il y a eu plusieurs accidents ou catastrophes évitées de peu. Le 27 février 2004, le cargo turc Kaptan Aslan Fatoglu s'est échoué de nuit à une vitesse de 11 nœuds au pied des falaises de la pointe du Millier.
De nuit, trois phares éclairent essentiellement la baie de Douarnenez : ceux de Morgat, de l'Île Tristan et du Millier.

## Activités sportives
La baie a accueilli les championnats de France Kitesurf freestyle en 2008, en 2009/2010 le championnat d'Europe, en 2011 le championnat du monde senior et junior.

## Écologie, environnement

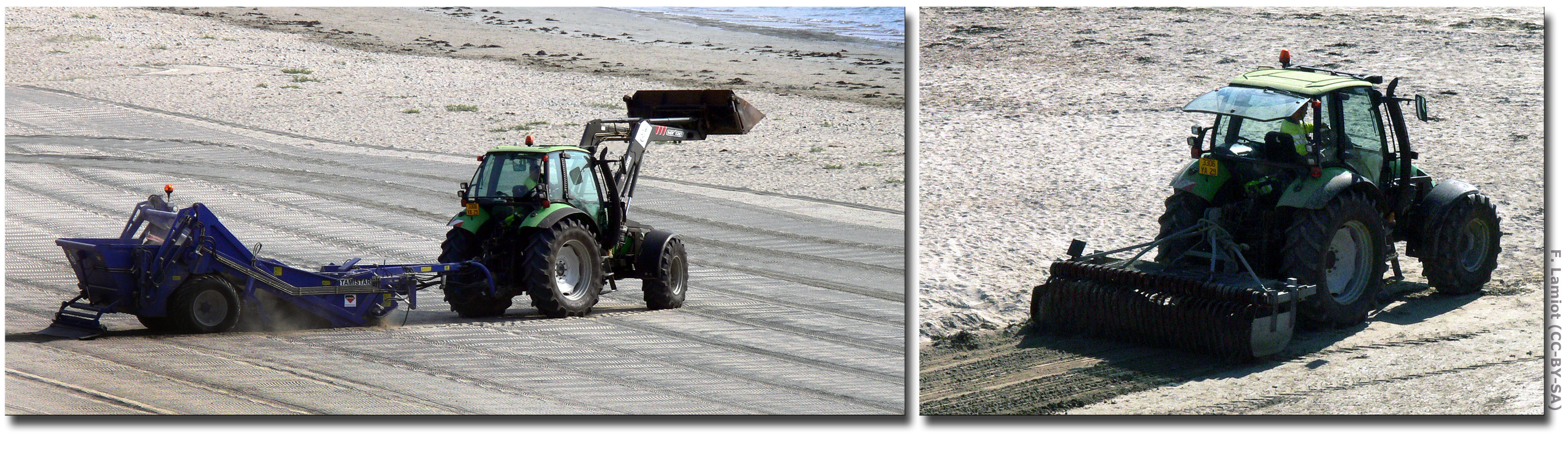
Nettoyage mécanique des plages qui se sont ensablées et se recouvrent périodiquement d'importantes laisses de mer, comprenant de plus en plus d'ulves (plage de Morgat)

Bien que ventée et animées d'une courantologie permettant un certain renouvellement de l'eau, cette baie est particulièrement bien fermée et donc vulnérable aux phénomènes d'eutrophisation ou de dystrophisation, aux marées noires ou à l'accumulation de polluants pas ou peu dégradables.
Après un fort recul des populations de sardines qui ont autrefois permis l'expansion du port de Douarnenez et qui donnaient du travail à des milliers de personnes dans les conserveries, la baie a vu le tourisme se développer. Les aménagements touristiques n'ont pas été sans conséquences sur la baie, comme la construction d'un deuxième puis d'un troisième port à Crozon-Morgat, avec modification des courants et ensablement de la baie de Morgat et perte de sable côté Crozon, disparition et recul de l'herbier de zoostères, recul des populations de crabes, langoustes à Morgaz, alors que la zone s'urbanisait, disparition des remontées de saumons, puis de civelles, etc.
Le bassin-versant de la Baie de Douarnenez, d'une superficie de 27 841 hectares, compte 34 000 habitants ; en moyenne de 2002 à 2019, entre avril et octobre, la surface occupée sur l'estran par les algues vertes, a été de 33 hectares.
Parce que concernée par une forte augmentation du phénomène de marée verte, dont les coûts de nettoyages pèsent sur les collectivités (qui, à titre d'exemple, ont dû ramasser durant la saison touristique estivale de 1998 9.836 m3 d'ulves, soit 2,2 fois plus que les 4 475 m3 de 1997 - à titre de comparaison, le total des ulves ramassées en Bretagne en 1998 était estimé à 51 200 m3), la baie de Douarnenez a été étudiée par IFREMER et le CEVA, en plus d'une série d'autres sites faisant l'objet d'un suivi des pullulations d'ulves.
- Les ulves pullulent périodiquement depuis quelques années en Bretagne, mais généralement à faible profondeur. L'Ifremer a mis en évidence en baie de Douarnenez qu'un stock d'ulves existe parfois dans des zones plus profondes (-2 à -18 m), comme sur quelques autres sites du littoral breton, ce qui pourrait traduire - comme l'extension des surfaces, et du nombre de sites touchés - une extension de l'eutrophisation des côtes bretonnes, et expliquer des épisodes d'anoxie marine (zones marines mortes, phénomène également en augmentation dans le monde).
- Une zone morte (anoxie) y a été observée à partir de l'an 2000, signalée par Google Earth, avec OSPAE 2003 comme source, et le Virginia Institute of Marine Science, se basant sur les travaux du Pr Robert Diaz et de Rutger Rosenberg de l'université de Göteborg en Suède.
- Les nitrates agricoles semblent expliquer une grande partie du problème : le flux maximum de nitrates a été en 1998 celui du Kerharo (41 mg/l en moyenne). Les taux moyens et globaux de nitrates en fin de printemps et début d'été étaient respectivement de 2 066 kg/jour en 1998 (année pluvieuse) contre 608 kg/jour en 1997 (année sèche), soit 3,4 fois plus l'année pluvieuse, ce qui s'explique par le fait que les nitrates sont très solubles dans l'eau.
- Il a aussi été plusieurs fois signalé que les marées vertes (échouages d'ulves) dépendaient aussi dans la baie des conditions de vent : un vent de secteur nord-est (vent de terre) favorise les dépôts, alors que des vents d'ouest assez soutenus pouvaient "nettoyer" les plages de leurs dépôts[13].

Les pluies qui ruissellent sur les sols agricoles, puis se déversent dans les cours d’eau du bassin versant de la baie de Douarnenez donnent naissance au phénomène des marées vertes dans la baie par l'apport d’azote et nitrate de la terre à la mer. Pour enrichir leurs connaissances du phénomène, une nouvelle étude de quatre ans (2023-2026) est lancée. Elle est pilotée par l’Institut national de la recherche agronomique (Inrae) avec la participation du Centre national de la recherche scientifique (CNRS), de l’Institut français de recherche pour l'exploitation de la mer (Ifremer), de l’université Paris-Saclay et du Centre d’étude et de valorisation des algues (Ceva). Le site a été choisi parmi les huit « baies algues vertes » de Bretagne car c’est « la plus riche en données (scientifiques, historiques et sociales) et celui où les échanges sont les plus constructifs depuis cinquante ans » explique Valérie Viaud, coordinatrice du projet et chercheuse en sciences de l’environnement à l’Inrae.
Selon Émilie Gillot, coordinatrice sur le secteur du nouveau Plan de Lutte contre les Algues Vertes (PLAV) 2022-2027, les 313 agriculteurs concernés dans la baie de Douarnenez sont invités à faire évoluer leurs pratiques suivant « quatre axes : mieux gérer la gestion de la fertilisation de ses terres, sa gestion du pâturage [...], sa couverture des sols en hiver, mais aussi sa gestion de la protection des zones humides ».
Le phénomène est toujours bien présent en fond de baie, le 4 octobre 2023, la mairie de Kerlaz (Finistère) prend un arrêté pour interdire l’accès à la plage du Ris. Les grandes marées de fin septembre avec de forts coefficients ont déposé un gros volume d’algues vertes. Un cordon est constitué sur les cailloux, en haut de plage. Aucune opération de ramassage n’est possible. Les algues entrent en décomposition exposant au risque d'émanations de sulfure d’hydrogène, un gaz très toxique,.
Le 30 mai 2023, l'association Baie de Douarnenez environnement adresse une lettre ouverte au Parc naturel marin d’Iroise pour demander son avis sur la présence des bateaux de croisières dans la baie de Douarnenez et leurs impacts sur l’environnement.
En mai 2025 une polémique éclate entre l'association Baie de Douarnenez environnement et le Parc naturel marin d'Iroise, l'association reprochant au parc marin de donner systématiquement des avis favorables aux autorisations d'extensions et d'accorder des dérogations aux interdictions d’épandages aux élevages porcins sur le bassin-versant de la Baie de Douarnenez. Le Parc marin  répond qu'il est difficile d'interdire  une activité ancestrale, que les flux azotés ont diminué de 35 à 40 % entre 2010 et 2025 dans les cours d'eau concernés, que l'épandage des effluents dans la zone des 500 mètres a beaucoup diminué et que des mesures de protection comme des talus et des bandes enherbées sont développées systématiquement,. La prolifération des algues vertes en baie de Douarnenez inquiète des élus du Conseil régional de Bretagne qui trouvent la « situation préoccupante » : « 875 tonnes, c’est la quantité ramassée en seulement trois jours à la mi-juin ». En juillet, un échouage massif d’algues vertes, rarement observé depuis des dizaines d’années a touché les plages, du Ris, de Trezmalaouen, à Kerlaz , de Kervel et de Saint-Anne-La-Palud à Plonévez-Porzay,. Depuis le début d'année, plus de 3 000 tonnes d'ulves ont été ramassées dans la baie soit autant que toute l'année dernière. La préfecture continue d'autoriser les extensions de porcherie.